# Niels Due Jensen
Niels Due Jensen (født 8. marts 1943, død 12. september 2024) var en dansk erhvervsleder. Han var fra 1977 til 2003 koncernchef for Grundfos. I perioden 2003-2011 var han formand for bestyrelsen i Grundfos Holding AG og Grundfos Management A/S samt næstformand i Poul Due Jensens Fond. Fra 2011 til 2018 var han formand for Poul Due Jensens Fond, som er hovedejeren af Grundfos-koncernen.
Han var søn af fabrikant Poul Due Jensen, blev udlært maskinarbejder og maskiningeniør fra Århus Teknikum, begyndte i lære på familievirksomheden Grundfos i 1960 og blev i 1974 direktør.
Han var medlem af Akademiet for de Tekniske Videnskaber og af repræsentantskabet for Danmarks Nationalbank og blev i 2010 Kommandør af Dannebrog. Due Jensen var desuden bestyrelsesformand for DUBA-B8 A/S, Bjerringbro Savværk Holding A/S, Ormstrup Gods A/S og Rådet for Bæredygtig Erhvervsudvikling. Han blev æresalumne på Aarhus Universitet i 2017.
Han ejede herregården Ormstrup og var gift med Minna Due Jensen og var far til to børn, Poul og Annette Due Jensen.
I forbindelse med hans død fik ansatte i Grundfos en fridag med fuld løn for at kunne sige farvel til ham.